# Purbach (cratère)
Purbach est un grand cratère lunaire situé dans le rugged hautes terres du sud de la Lune. Le cratère déformé Regiomontanus (en) est attaché à la rive sud. Au nord-ouest est Thebit et juste au nord-est se trouve La Caille.

## Description
La paroi extérieure de Purbach est très usée, la section la plus intacte se trouvant le long des faces est et nord-est. Le "rim" partagé entre Purbach et Regiomontanus est "incised" et robuste ("rugged"). La paroi est déformée le long de la face ouest, donnant l'apparence d'une double "rim", avec la deuxième "rim" détendue vers l'ouest. La paroi nord est presque entièrement détruite et le cratère quelque peu irrégulier Purbach G se trouve "across" le "rim" nord-ouest.
Le plancher du cratère est relativement lisse dans la moitié orientale, avec une faible série de crêtes et un contour partiel de cratère fantôme juste à l'ouest du milieu du cratère. Si le cratère possédait un pic central, il a été enlevé ou fait partie des crêtes à l'ouest.
Quelques heures avant le premier quartier, la bordure du cratère contribue au « X lunaire », phénomène visuel lors duquel la forme d'un « X » apparaît brièvement sur le terminateur de la Lune quand la lumière du Soleil éclaire les sommets de collines à l'ombre.

## Noms
Purbach est nommé d'après l'astronome autrichien Georg von Peuerbach. Comme beaucoup de cratères sur la face visible de la Lune, il a été nommé (sous sa forme latine, Purbachius) par Giovanni Riccioli, dont le système de nomenclature de 1651 a été normalisé. Des cartographes plus anciens de la Lune avaient donné à cette formation des noms différents : la carte de Michael van Langren de 1645 la nomme « Christierni IV Reg. Daniae », d'après le roi de Danemark Christian IV, et Johannes Hevelius le regroupa avec Purbach et Regiomontanus (en) sous le nom « Mons Libanus », d'après le mont Liban.

## Cratères satellites
Par convention, ces formations sont identifiées sur les cartes de la Lune en plaçant la lettre sur le côté du milieu du cratère qui est le plus proche de Purbach.
| Purbach | Latitude | Longitude | Diamètre |
| ------- | -------- | --------- | -------- |
| A       | 26,1° S  | 1,9° W    | 8 km     |
| B       | 26.9° S  | 4.2° W    | 16 km    |
| C       | 27.7° S  | 4.6° W    | 18 km    |
| D       | 22.8° S  | 1.6° W    | 12 km    |
| E       | 21.7° S  | 0.7° W    | 23 km    |
| F       | 24.6° S  | 0.0° W    | 9 km     |
| G       | 23.9° S  | 2.8° W    | 27 km    |
| H       | 25.5° S  | 5.6° W    | 29 km    |
| J       | 27.5° S  | 3.9° W    | 12 km    |
| K       | 25.2° S  | 4.6° W    | 8 km     |
| L       | 25.1° S  | 5.0° W    | 17 km    |
| M       | 24.8° S  | 4.4° W    | 17 km    |
| N       | 26.2° S  | 5.4° W    | 7 km     |
| O       | 24.7° S  | 3.8° W    | 5 km     |
| P       | 26.4° S  | 3.7° W    | 5 km     |
| Q       | 25.9° S  | 0.0° W    | 4 km     |
| R       | 26.5° S  | 3.2° W    | 4 km     |
| S       | 27.3° S  | 2.3° W    | 9 km     |
| T       | 24.6° S  | 0.9° W    | 5 km     |
| U       | 27.0° S  | 2.0° W    | 15 km    |
| V       | 26.7° S  | 0.3° W    | 6 km     |
| W       | 25.5° S  | 2.3° W    | 20 km    |
| X       | 25.4° S  | 1.1° W    | 4 km     |
| Y       | 25.8° S  | 6.8° W    | 16 km    |